# Lagrasse
Lagrasse  (en occitan La Grassa ) est une commune française située dans le Centre du département de l'Aude, en région Occitanie.
Sur le plan historique et culturel, la commune fait partie du massif des Corbières, un chaos calcaire formant la transition entre le Massif central et les Pyrénées. Exposée à un climat méditerranéen, elle est drainée par l'Orbieu, le Sou, le ruisseau de Madourneille, le ruisseau des Mattes, le ruisseau de Domneuve, le ruisseau de Rouanel, le ruisseau de Tournissan et par divers autres petits cours d'eau. La commune possède un patrimoine naturel remarquable : deux sites Natura 2000 (les « Corbières occidentales » et la « vallée de l'Orbieu ») et quatre zones naturelles d'intérêt écologique, faunistique et floristique.
Lagrasse est une commune rurale qui compte 548 habitants en 2022, après avoir connu un pic de population de 1 444 habitants en 1881. Ses habitants sont appelés les Lagrassiens ou  Lagrassiennes.
Le village est admis dans l'association Les Plus Beaux Villages de France, depuis plus de dix ans.
Le patrimoine architectural de la commune comprend dix immeubles protégés au titre des monuments historiques.

## Géographie

### Localisation
Le village de Lagrasse est situé dans le Massif des Corbières, au fond d'une vallée traversée par la rivière d'Orbieu. Cette région appelée Basses-Corbières est caractérisée par des collines couvertes de pins et de végétation méditerranéenne. Sur certains coteaux prospèrent des vignes produisant un vin régional.

### Communes limitrophes
Les communes limitrophes sont Camplong-d'Aude, Caunettes-en-Val, Douzens, Ribaute, Rieux-en-Val, Saint-Pierre-des-Champs, Serviès-en-Val, Talairan, Tournissan et Val-de-Dagne.
| Comigne (par un quadripoint), Val-de-Dagne | Douzens                 | Moux (par un quadripoint), Camplong-d'Aude |
| Serviès-en-Val, Rieux-en-Val               | Lagrasse                | Ribaute, Tournissan                        |
| Caunettes-en-Val                           | Saint-Pierre-des-Champs | Talairan                                   |

### Hydrographie
La commune est dans la région hydrographique « Côtiers méditerranéens », au sein du bassin hydrographique Rhône-Méditerranée-Corse. Elle est drainée par l'Orbieu, le Sou, le ruisseau de Madourneille, le ruisseau des Mattes, le ruisseau de Domneuve, le ruisseau de Rouanel, le ruisseau de Tournissan, le ruisseau d'Ardenne, le ruisseau de Combe Escure, le ruisseau de la Combe, le ruisseau de la Pièce, le ruisseau de la Ville, le ruisseau de Peyrous, le ruisseau de Roquecave qui constituent un réseau hydrographique de 43 km de longueur totale,.
L'Orbieu, d'une longueur totale de 84,1 km, prend sa source dans la commune de Fourtou et s'écoule du sud-ouest vers le nord-est. Il traverse la commune et se jette dans l'Aude à Saint-Nazaire-d'Aude, après avoir traversé 22 communes.
Le Sou, d'une longueur totale de 21 km, prend sa source dans la commune de Villar-en-Val et s'écoule d'ouest en est. Il traverse la commune et se jette dans l'Orbieu sur le territoire communal, après avoir traversé 7 communes.
Le ruisseau de Madourneille, d'une longueur totale de 10,1 km, prend sa source dans la commune de Mayronnes et s'écoule d'ouest en est. Il traverse la commune et se jette dans l'Orbieu à Saint-Pierre-des-Champs, après avoir traversé 4 communes.
Le ruisseau des Mattes, d'une longueur totale de 15,8 km, prend sa source dans la commune de Val-de-Dagne et s'écoule d'ouest en est. Il traverse la commune et se jette dans l'Orbieu à Camplong-d'Aude, après avoir traversé 4 communes.

### Climat
Pour des articles plus généraux, voir Climat de l'Occitanie et Climat de l'Aude.
En 2010, le climat de la commune est de type climat méditerranéen franc, selon une étude s'appuyant sur une série de données couvrant la période 1971-2000. En 2020, Météo-France publie une typologie des climats de la France métropolitaine dans laquelle la commune est exposée à un climat méditerranéen et est dans la région climatique Provence, Languedoc-Roussillon, caractérisée par une pluviométrie faible en été, un très bon ensoleillement (2 600 h/an), un été chaud (21,5 °C), un air très sec en été, sec en toutes saisons, des vents forts (fréquence de 40 à 50 % de vents > 5 m/s) et peu de brouillards.
Pour la période 1971-2000, la température annuelle moyenne est de 14,2 °C, avec une amplitude thermique annuelle de 15,9 °C. Le cumul annuel moyen de précipitations est de 701 mm, avec 8,1 jours de précipitations en janvier et 3,4 jours en juillet. Pour la période 1991-2020, la température moyenne annuelle observée sur la station météorologique installée sur la commune est de 14,1 °C et le cumul annuel moyen de précipitations est de 713,1 mm,. Pour l'avenir, les paramètres climatiques de la commune estimés pour 2050 selon différents scénarios d'émission de gaz à effet de serre sont consultables sur un site dédié publié par Météo-France en novembre 2022.
| Mois                                  | jan.           | fév.          | mars            | avril           | mai            | juin        | jui.          | août          | sep.            | oct.          | nov.            | déc.            | année     |
| ------------------------------------- | -------------- | ------------- | --------------- | --------------- | -------------- | ----------- | ------------- | ------------- | --------------- | ------------- | --------------- | --------------- | --------- |
| Température minimale moyenne (°C)     | 3,3            | 3,8           | 6,5             | 7,7             | 11,4           | 14,6        | 16,9          | 17,3          | 13,5            | 10,5          | 6,4             | 4,3             | 9,7       |
| Température moyenne (°C)              | 6,7            | 7,7           | 10,9            | 12,3            | 16,4           | 19,8        | 22,4          | 22,9          | 18,4            | 14,5          | 10              | 7,5             | 14,1      |
| Température maximale moyenne (°C)     | 10,2           | 11,6          | 15,2            | 16,9            | 21,3           | 25          | 27,9          | 28,5          | 23,3            | 18,5          | 13,7            | 10,7            | 18,6      |
| Record de froid (°C) date du record   | −11 17.01.1985 | −8 10.02.1986 | −7,9 08.03.1971 | −0,5 14.04.1986 | 1,6 09.05.1974 | 6 04.06.01  | 8 21.07.01    | 7 30.08.1998  | 3,5 29.09.02    | −1 26.10.03   | −7,5 22.11.1998 | −8 07.12.1990   | −11 1985  |
| Record de chaleur (°C) date du record | 21 25.01.1995  | 27 15.02.1998 | 29 21.03.1990   | 29,5 17.04.1970 | 34,5 30.05.01  | 38 21.06.03 | 42 06.07.1982 | 43,7 23.08.23 | 36,5 06.09.1988 | 31,9 06.10.23 | 26,8 02.11.1970 | 24,5 18.12.1989 | 43,7 2023 |
| Précipitations (mm)                   | 72,3           | 56,7          | 66,4            | 72,3            | 60,2           | 34,1        | 24,1          | 33,1          | 50,6            | 84,6          | 89,2            | 69,5            | 713,1     |

### Milieux naturels et biodiversité

#### Réseau Natura 2000

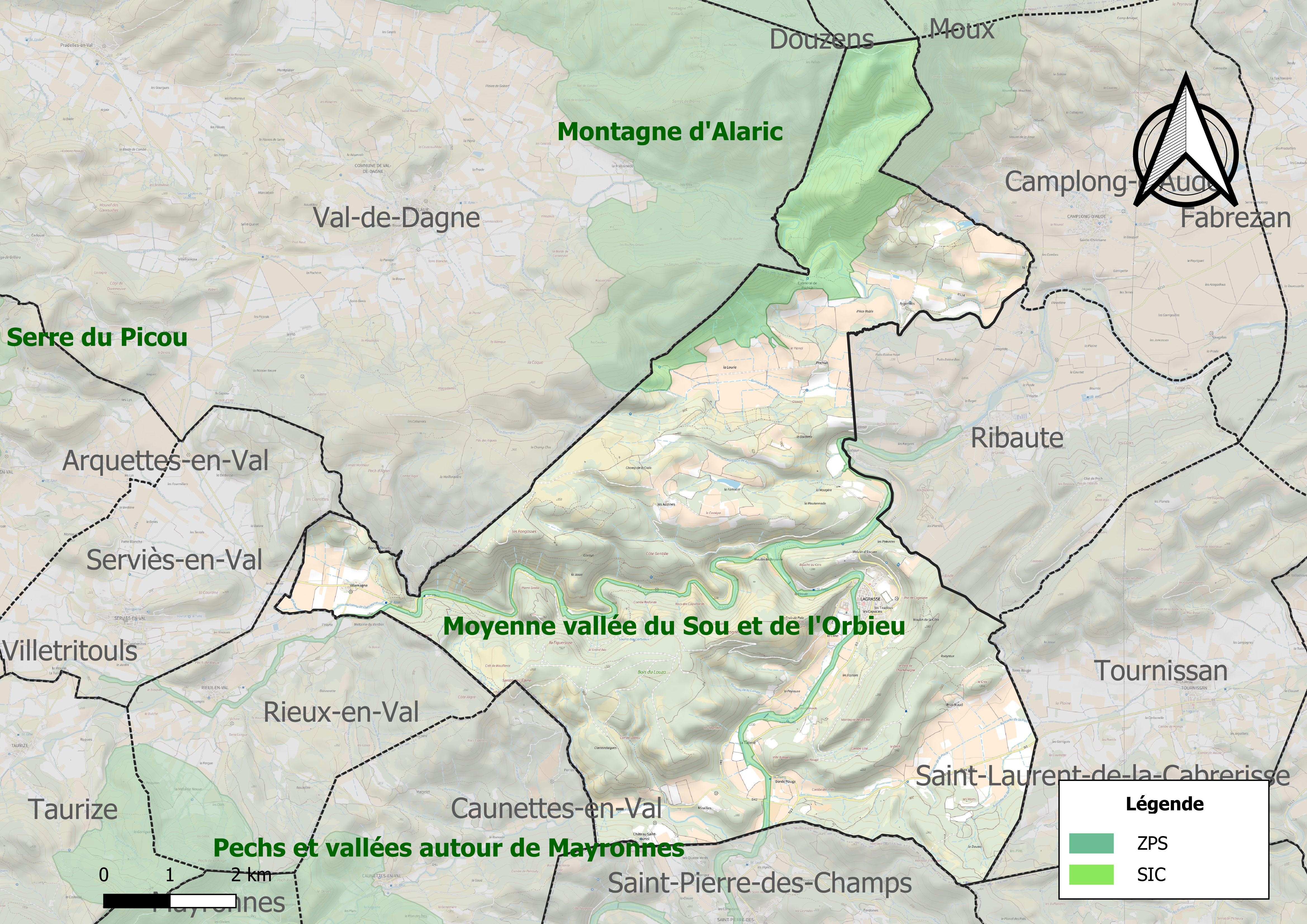
Site Natura 2000 sur le territoire communal.

Le réseau Natura 2000 est un réseau écologique européen de sites naturels d'intérêt écologique élaboré à partir des directives habitats et oiseaux, constitué de zones spéciales de conservation (ZSC) et de zones de protection spéciale (ZPS). Un site Natura 2000 a été défini sur la commune au titre de la directive habitats :
- la « vallée de l'Orbieu », d'une superficie de 17 765 ha, servant d'habitat, entre autres, pour le Barbeau méridional et du Desman des Pyrénées en limite nord de répartition[16]

et un au titre de la directive oiseaux : 
- les « Corbières occidentales », d'une superficie de 22 912 ha, présentant des milieux propices à la nidification des espèces rupicoles : des couples d'Aigles royaux occupent partagent l'espace avec des espèces aussi significatives que le Faucon pèlerin, le Grand-duc d'Europe ou le Circaète Jean-le-Blanc[17].

#### Zones naturelles d'intérêt écologique, faunistique et floristique
L’inventaire des zones naturelles d'intérêt écologique, faunistique et floristique (ZNIEFF) a pour objectif de réaliser une couverture des zones les plus intéressantes sur le plan écologique, essentiellement dans la perspective d’améliorer la connaissance du patrimoine naturel national et de fournir aux différents décideurs un outil d’aide à la prise en compte de l’environnement dans l’aménagement du territoire. Deux ZNIEFF de type 1 sont recensées sur la commune : la « montagne d'Alaric » (2 953 ha), couvrant 8 communes du département, et la « moyenne vallée du Sou et de l'Orbieu » (233 ha), couvrant 7 communes du département et deux ZNIEFF de type 2, : 
- les « Corbières centrales » (68 810 ha), couvrant 56 communes dont 54 dans l'Aude et 2 dans les Pyrénées-Orientales[21] ;
- le « massif d'Alaric » (8 316 ha), couvrant 15 communes du département[22].

Carte des ZNIEFF de type 1 et 2 à Lagrasse.
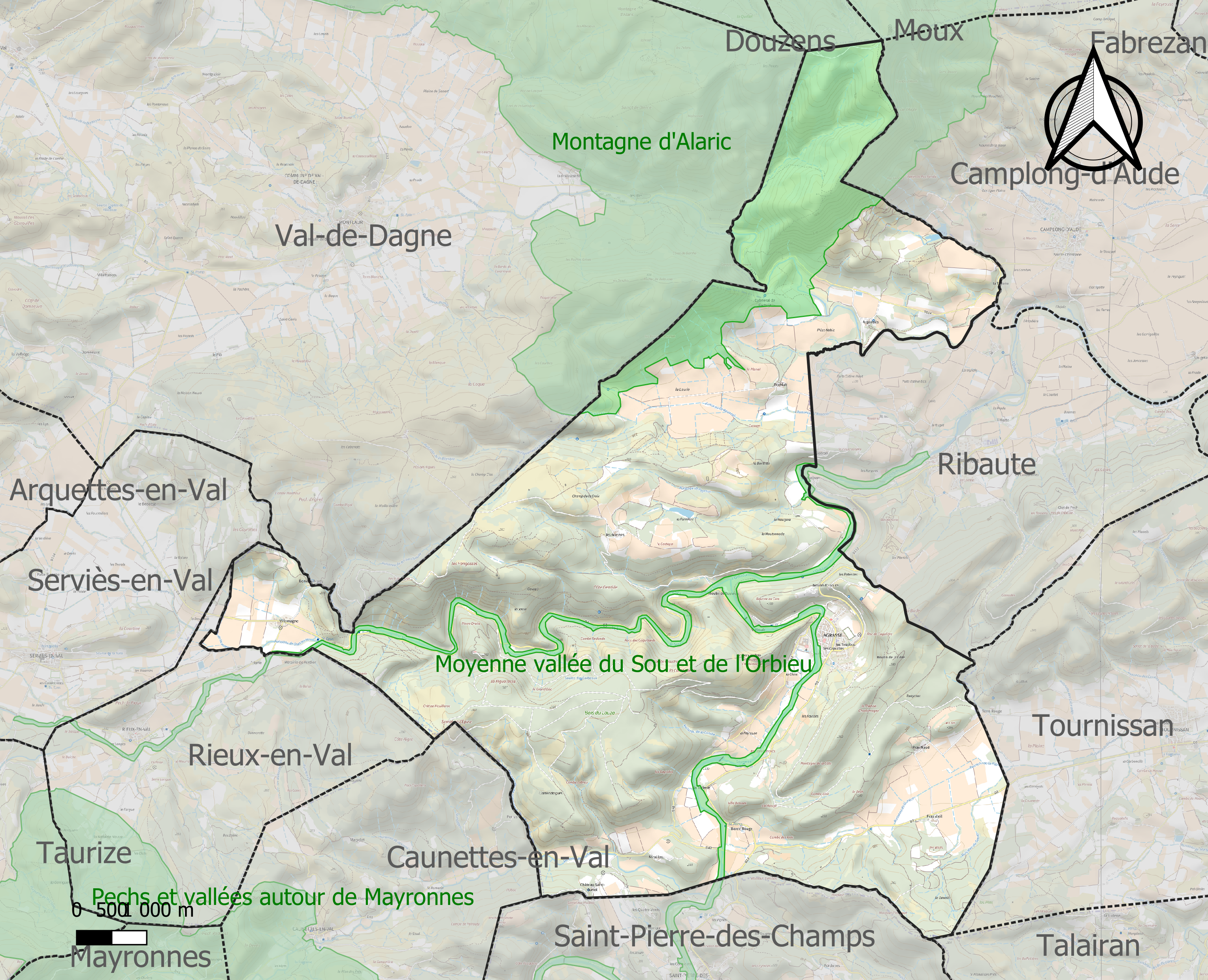
Carte des ZNIEFF de type 1 sur la commune.
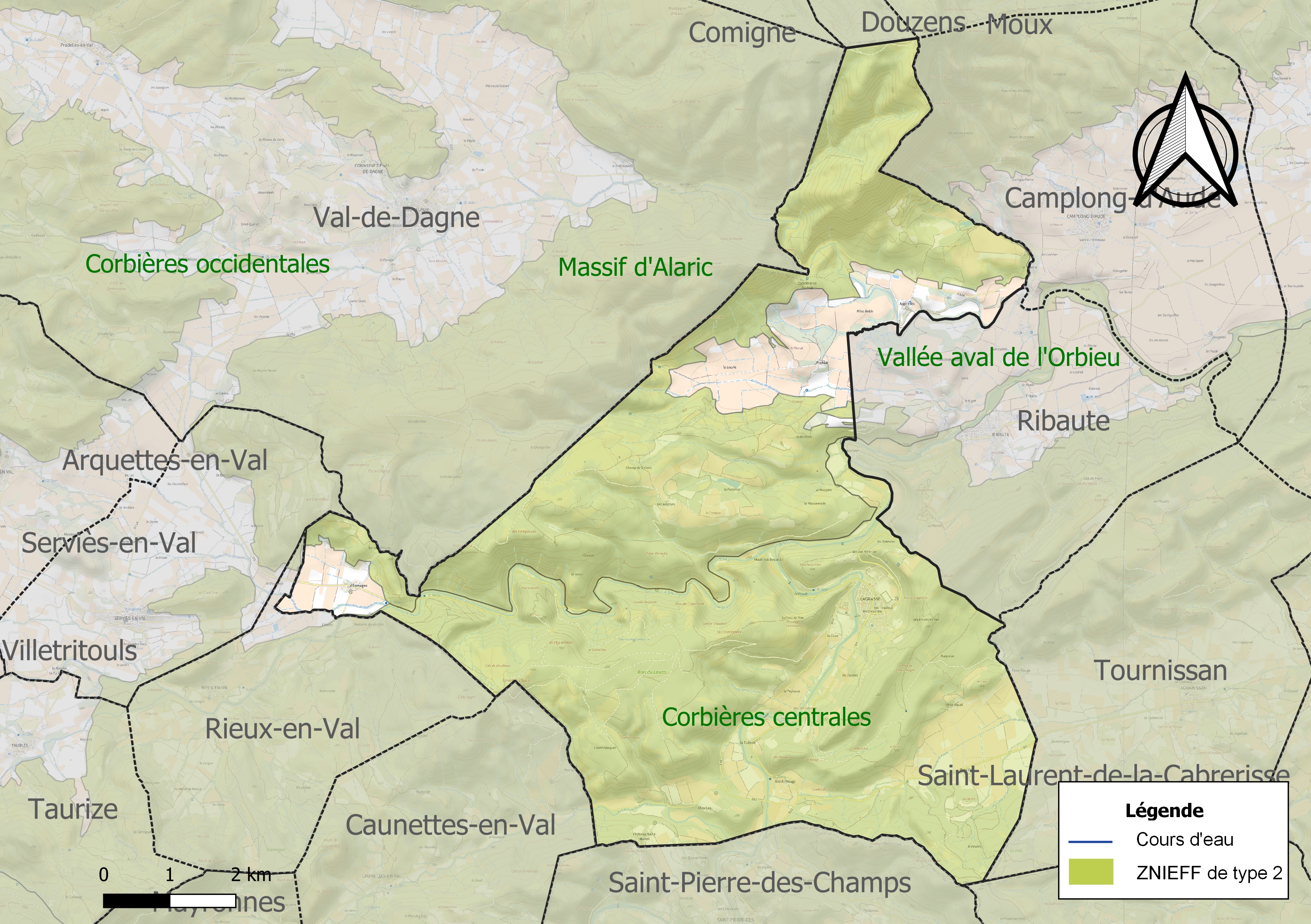
Carte des ZNIEFF de type 2 sur la commune.

## Urbanisme

### Typologie
Au 1er janvier 2024, Lagrasse est catégorisée commune rurale à habitat dispersé, selon la nouvelle grille communale de densité à 7 niveaux définie par l'Insee en 2022.
Elle est située hors unité urbaine et hors attraction des villes,.

### Occupation des sols
L'occupation des sols de la commune, telle qu'elle ressort de la base de données européenne d’occupation biophysique des sols Corine Land Cover (CLC), est marquée par l'importance des forêts et milieux semi-naturels (69,5 % en 2018), une proportion sensiblement équivalente à celle de 1990 (69,1 %). La répartition détaillée en 2018 est la suivante : milieux à végétation arbustive et/ou herbacée (45,4 %), forêts (23,4 %), cultures permanentes (22,5 %), zones agricoles hétérogènes (7,3 %), zones urbanisées (0,8 %), espaces ouverts, sans ou avec peu de végétation (0,6 %). L'évolution de l’occupation des sols de la commune et de ses infrastructures peut être observée sur les différentes représentations cartographiques du territoire : la carte de Cassini (XVIIIe siècle), la carte d'état-major (1820-1866) et les cartes ou photos aériennes de l'IGN pour la période actuelle (1950 à aujourd'hui).

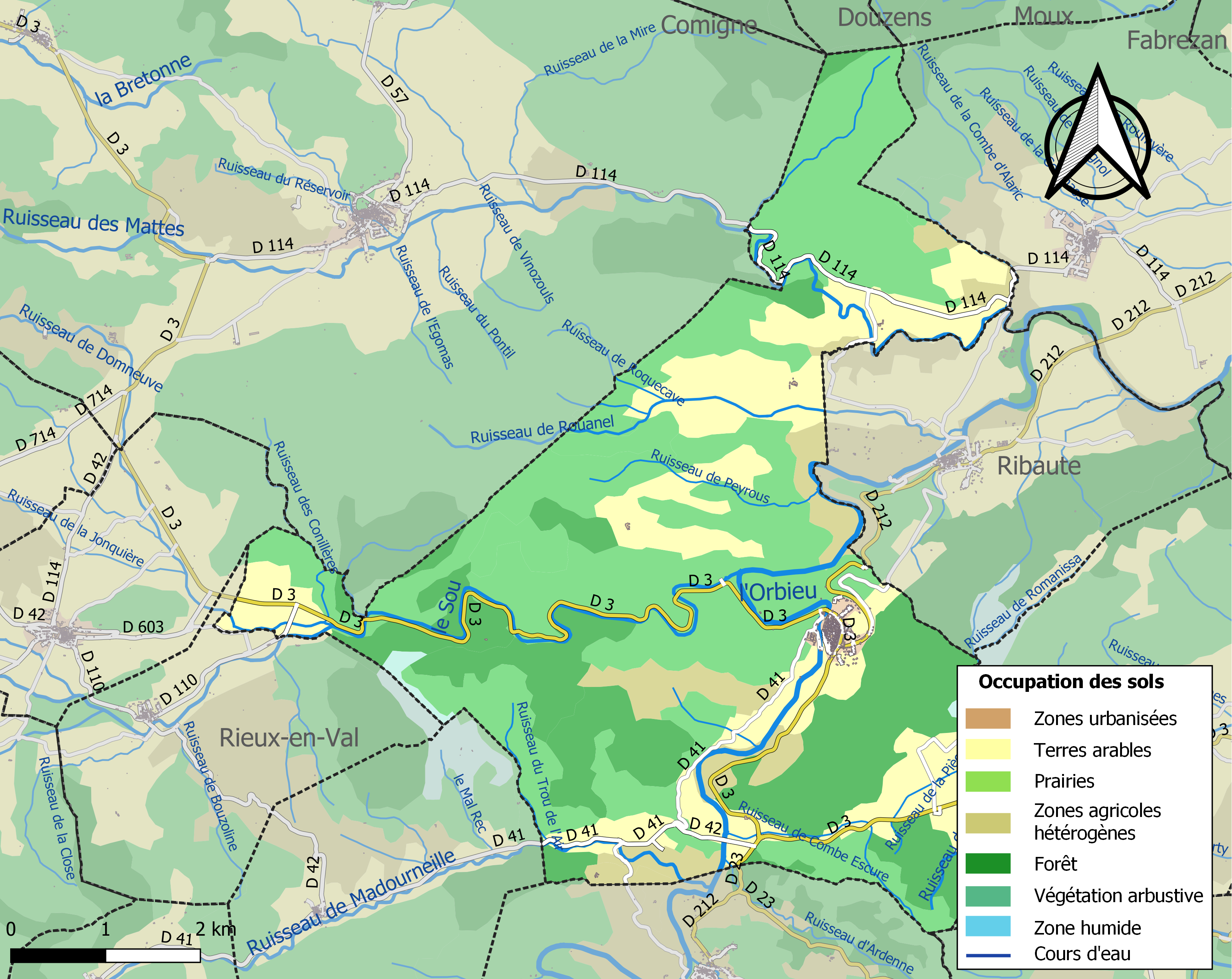
Carte des infrastructures et de l'occupation des sols de la commune en 2018 (CLC).

### Risques majeurs
Le territoire de la commune de Lagrasse est vulnérable à différents aléas naturels : météorologiques (tempête, orage, neige, grand froid, canicule ou sécheresse), inondations, feux de forêts et séisme (sismicité faible). 
Mardi 5 août 2025 en fin d’après-midi, un incendie majeur se déclare entre Ribaute et Lagrasse. Plusieurs milliers d'hectares sont touchés par le feu en quelques heures,.
Certaines parties du territoire communal sont susceptibles d’être affectées par le risque d’inondation par débordement de cours d'eau, notamment le ruisseau des Mattes, l'Orbieu, le ruisseau de Madourneille et le Sou. La commune a été reconnue en état de catastrophe naturelle au titre des dommages causés par les inondations et coulées de boue survenues en 1982, 1987, 1992, 1996, 1999, 2005, 2009 et 2018,.

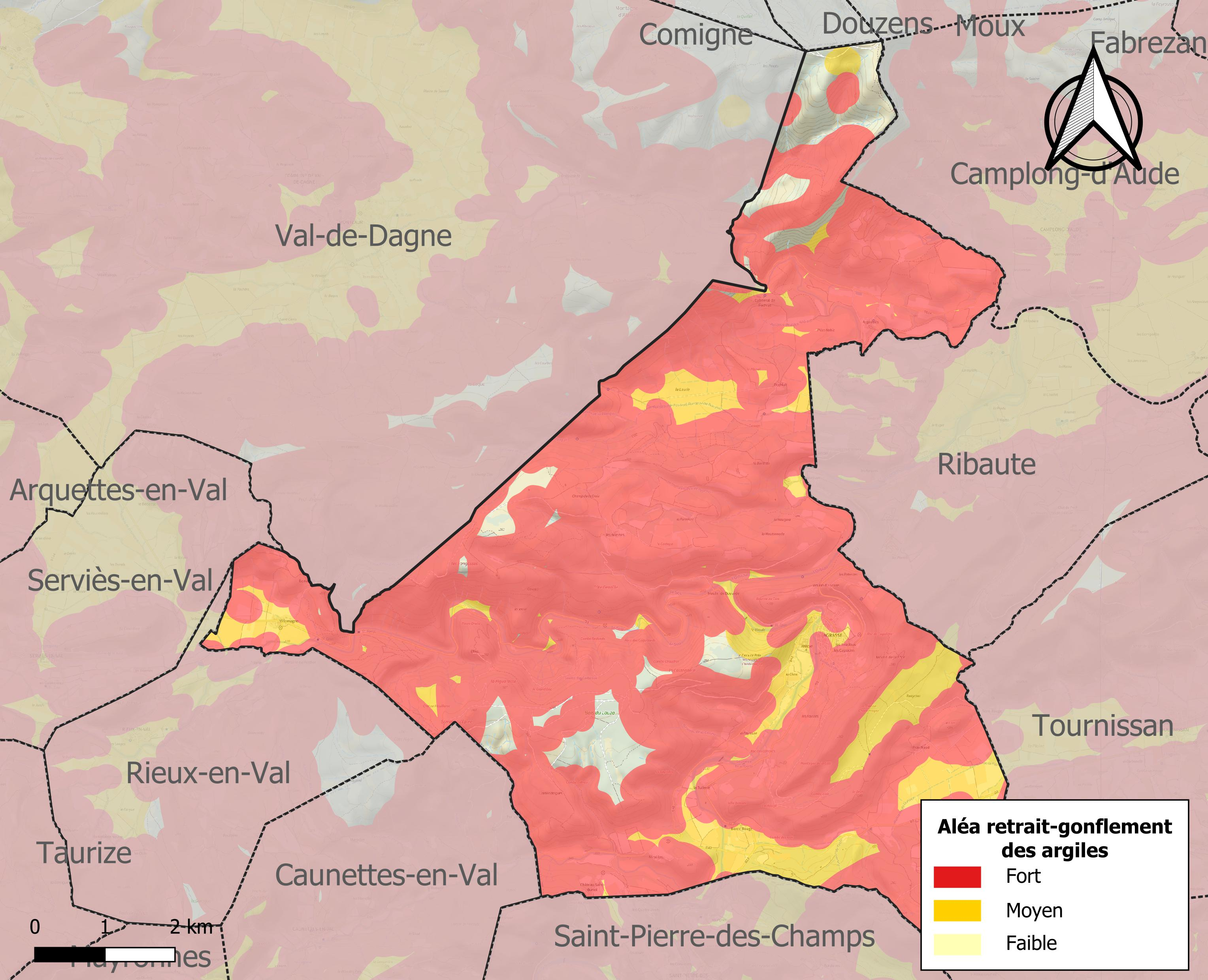
Carte des zones d'aléa retrait-gonflement des sols argileux de Lagrasse.

Le retrait-gonflement des sols argileux est susceptible d'engendrer des dommages importants aux bâtiments en cas d’alternance de périodes de sécheresse et de pluie. 93,4 % de la superficie communale est en aléa moyen ou fort (75,2 % au niveau départemental et 48,5 % au niveau national). Sur les 387 bâtiments dénombrés sur la commune en 2019, 387 sont en aléa moyen ou fort, soit 100 %, à comparer aux 94 % au niveau départemental et 54 % au niveau national. Une cartographie de l'exposition du territoire national au retrait gonflement des sols argileux est disponible sur le site du BRGM,.
Un site publié par le BRGM permet d'évaluer simplement et rapidement les risques d'un bien localisé soit par son adresse soit par le numéro de sa parcelle.

## Histoire
L'histoire du village se confond avec celle de l'abbaye Sainte-Marie de Lagrasse qui débute par l'installation, dans la vallée, de Nimfridius avec quelques compagnons. Ils construisent alors un monastère. Charlemagne, par une charte datée de 778, reconnaît la nouvelle fondation et Nimfridius prend la direction de la communauté. L'abbaye de Lagrasse deviendra plus tard l'une des plus importantes de France.
À la Révolution, l'abbaye est séparée en deux lots vendus comme Bien national, dont Barthélemy Darnis achète alors une bonne partie. Victor Hannuic, agent général, fait détruire à cette époque-là toutes les statues de l'abbaye. Aujourd'hui, une partie de l'établissement est publique (conseil général de l'Aude) et l'autre privée avec la présence de chanoines traditionalistes.
Lagrasse fut, de 1790 à 1800, chef-lieu de district.

## Politique et administration

### Liste des maires
| Période   | Période  | Identité        | Étiquette | Qualité                                                           |
| --------- | -------- | --------------- | --------- | ----------------------------------------------------------------- |
| 1910      | 1914     | Paul Calvet     | Rad.      | Conseiller général du canton de Lagrasse (1907→1940)              |
| 1945      | 1977     | Charles Alquier | PS        | Viticulteur, Conseiller général du canton de Lagrasse (1945→1979) |
| mars 2001 | 2008     | Jean-Paul Olive |           |                                                                   |
| mars 2008 | En cours | René Ortega     |           |                                                                   |

## Population et société

### Démographie
L'évolution du nombre d'habitants est connue à travers les recensements de la population effectués dans la commune depuis 1793. Pour les communes de moins de 10 000 habitants, une enquête de recensement portant sur toute la population est réalisée tous les cinq ans, les populations de référence des années intermédiaires étant quant à elles estimées par interpolation ou extrapolation. Pour la commune, le premier recensement exhaustif entrant dans le cadre du nouveau dispositif a été réalisé en 2008.

En 2022, la commune comptait 548 habitants, en évolution de +0,37 % par rapport à 2016 (Aude : +2,65 %, France hors Mayotte : +2,11 %).
| 1793  | 1800  | 1806  | 1821  | 1831  | 1836  | 1841  | 1846  | 1851  |
| ----- | ----- | ----- | ----- | ----- | ----- | ----- | ----- | ----- |
| 1 147 | 1 123 | 1 243 | 1 244 | 1 327 | 1 320 | 1 316 | 1 299 | 1 275 |

| 1856  | 1861  | 1866  | 1872  | 1876  | 1881  | 1886  | 1891  | 1896 |
| ----- | ----- | ----- | ----- | ----- | ----- | ----- | ----- | ---- |
| 1 278 | 1 220 | 1 280 | 1 303 | 1 355 | 1 444 | 1 337 | 1 125 | 998  |

| 1901 | 1906 | 1911 | 1921 | 1926 | 1931 | 1936  | 1946 | 1954 |
| ---- | ---- | ---- | ---- | ---- | ---- | ----- | ---- | ---- |
| 994  | 940  | 902  | 821  | 912  | 945  | 1 006 | 751  | 738  |

| 1962 | 1968 | 1975 | 1982 | 1990 | 1999 | 2006 | 2008 | 2013 |
| ---- | ---- | ---- | ---- | ---- | ---- | ---- | ---- | ---- |
| 708  | 665  | 623  | 696  | 704  | 615  | 603  | 599  | 558  |

| 2018 | 2022 | - | - | - | - | - | - | - |
| ---- | ---- | - | - | - | - | - | - | - |
| 544  | 548  | - | - | - | - | - | - | - |

### Manifestations culturelles et festivités, associations
- Le Banquet du livre d'été : manifestation littéraire et artistique réunissant depuis 1995 des personnalités de renom autour d'une thématique commune pendant la première quinzaine d'août. Fondé par l'association Le Marque-page, le Banquet est désormais porté par l'EPCC Les arts de lire, abbaye de Lagrasse[40]. Cet établissement public est labélisé centre culturel de rencontre[41].
- Le Foyer d'éducation populaire. Association qui gère le service enfance-jeunesse de la commune : accueil périscolaire, accueil extrascolaire les mercredis et les vacances pour les 3-12 ans, les vendredis soir et les vacances pour les 12-17 ans. Elle propose également des animations à destination des habitants (fête de la musique, Halloween, …).

## Économie

### Revenus
En 2018  (données Insee publiées en septembre 2021), la commune compte 221 ménages fiscaux, regroupant 430 personnes. La médiane du revenu disponible par unité de consommation est de 19 000 € (19 240 € dans le département).

### Emploi
| Division       | 2008   | 2013   | 2018   |
| -------------- | ------ | ------ | ------ |
| Commune        | 8,3 %  | 9,6 %  | 6,3 %  |
| Département    | 10,2 % | 12,8 % | 12,6 % |
| France entière | 8,3 %  | 10 %   | 10 %   |

En 2018, la population âgée de 15 à 64 ans s'élève à 335 personnes, parmi lesquelles on compte 72,8 % d'actifs (66,6 % ayant un emploi et 6,3 % de chômeurs) et 27,2 % d'inactifs,. En  2018, le taux de chômage communal (au sens du recensement) des 15-64 ans est inférieur à celui de la France et du département, alors qu'en 2008 il était supérieur à celui de la France.
La commune est hors attraction des villes,. Elle compte 284 emplois en 2018, contre 306 en 2013 et 225 en 2008. Le nombre d'actifs ayant un emploi résidant dans la commune est de 232, soit un indicateur de concentration d'emploi de 122,3 % et un taux d'activité parmi les 15 ans ou plus de 54,8 %.
Sur ces 232 actifs de 15 ans ou plus ayant un emploi, 149 travaillent dans la commune, soit 64 % des habitants. Pour se rendre au travail, 47,4 % des habitants utilisent un véhicule personnel ou de fonction à quatre roues, 3,9 % les transports en commun, 19,4 % s'y rendent en deux-roues, à vélo ou à pied et 29,3 % n'ont pas besoin de transport (travail au domicile).
La commune est le siège des éditions Verdier, fondées dans le village en 1979.

### Activités hors agriculture

#### Secteurs d'activités
87 établissements sont implantés  à Lagrasse au 31 décembre 2019. Le tableau ci-dessous en détaille le nombre par secteur d'activité et compare les ratios avec ceux du département,.
| Secteur d'activité                                                                                        | Commune | Commune | Département |
| Secteur d'activité                                                                                        | Nombre  | %       | %           |
| --- | ------- | ------- | ----------- |
| Ensemble                                                                                                  | 87      |         |             |
| Industrie manufacturière, industries extractives et autres                                                | 14      | 16,1 %  | (8,8 %)     |
| Construction                                                                                              | 6       | 6,9 %   | (14 %)      |
| Commerce de gros et de détail, transports, hébergement et restauration                                    | 30      | 34,5 %  | (32,3 %)    |
| Activités immobilières                                                                                    | 9       | 10,3 %  | (5,2 %)     |
| Activités spécialisées, scientifiques et techniques et activités de services administratifs et de soutien | 8       | 9,2 %   | (13,3 %)    |
| Administration publique, enseignement, santé humaine et action sociale                                    | 12      | 13,8 %  | (13,2 %)    |
| Autres activités de services                                                                              | 8       | 9,2 %   | (8,8 %)     |

Le secteur du commerce de gros et de détail, des transports, de l'hébergement et de la restauration est prépondérant sur la commune puisqu'il représente 34,5 % du nombre total d'établissements de la commune (30 sur les 87 entreprises implantées à Lagrasse), contre 32,3 % au niveau départemental.

#### Entreprises
Les deux entreprises ayant leur siège social sur le territoire communal qui génèrent le plus de chiffre d'affaires en 2020 sont : 
- Les Auzines, culture de la vigne (777 k€) ;
- Les Vins Sur Le Fruit, commerce de détail de boissons en magasin spécialisé (71 k€).

### Agriculture
La commune fait partie de la petite région agricole dénommée « Région viticole ». En 2020, l'orientation technico-économique de l'agriculture  sur la commune est la viticulture.
|               | 1988 | 2000 | 2010 | 2020 |
| ------------- | ---- | ---- | ---- | ---- |
| Exploitations | 43   | 20   | 22   | 20   |
| SAU (ha)      | 502  | 535  | 525  | 501  |

Le nombre d'exploitations agricoles en activité et ayant leur siège dans la commune est passé de 43 lors du recensement agricole de 1988  à 20 en 2000 puis à 22 en 2010 et enfin à 20 en 2020, soit une baisse de 53 % en 32 ans. Le même mouvement est observé à l'échelle du département qui a perdu pendant cette période 60 % de ses exploitations,. La surface agricole utilisée sur la commune a quant à elle augmenté, passant de 502 ha en 1988 à 501 ha en 2020. Parallèlement la surface agricole utilisée moyenne par exploitation a augmenté, passant de 12 à 25 ha.

## Culture locale et patrimoine

### Lieux et monuments

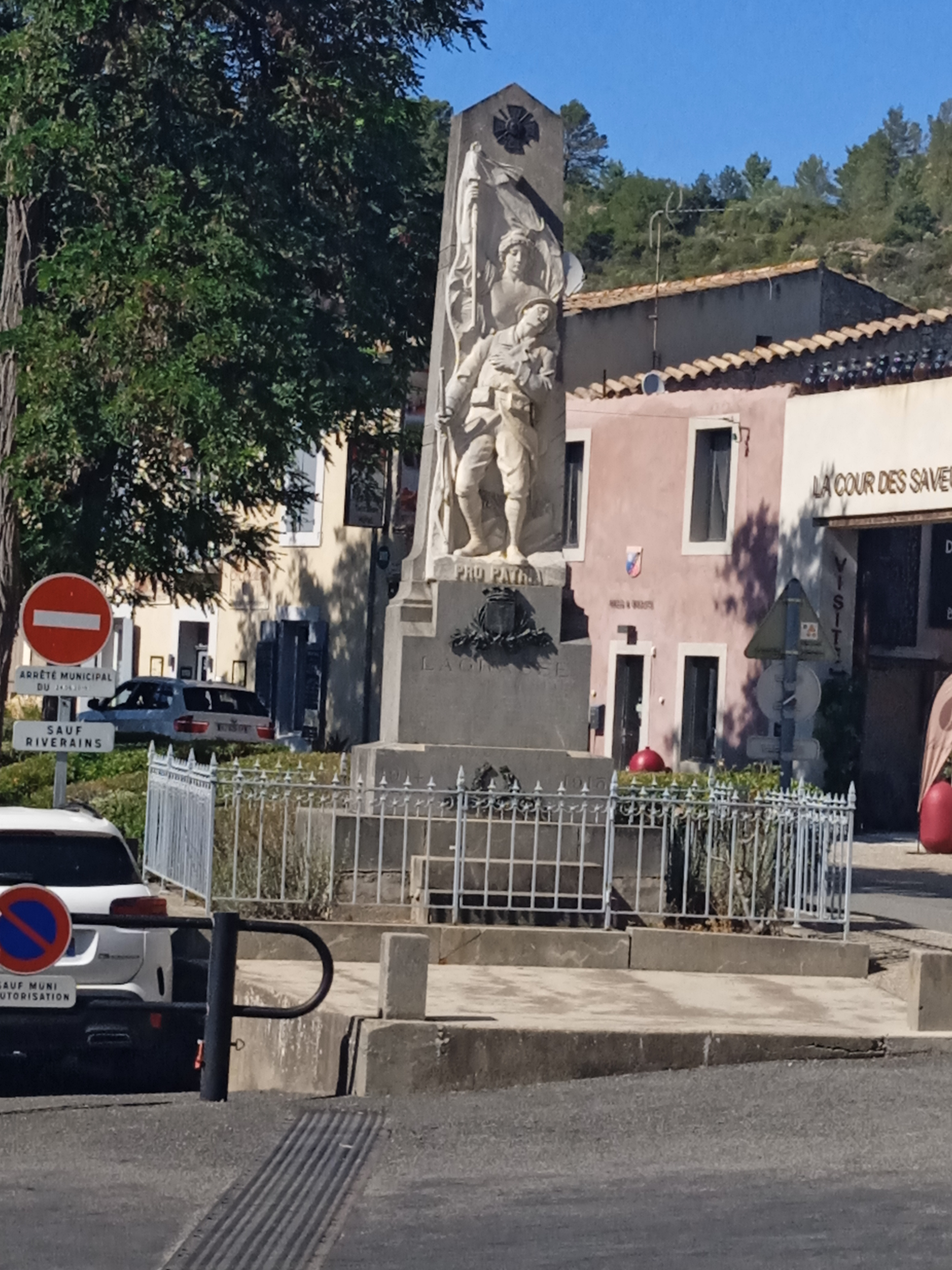
Le Monument aux morts.

- Le village, construit sur le plan des bastides, conserve, avec son vieux pont du XIIIe siècle, des restes de remparts et de nombreuses maisons anciennes.
- La cité médiévale : remparts (comme la porte de l'Eau), ruelles étroites, marché couvert, etc.
- L'abbaye Sainte-Marie de Lagrasse située sur la rive de l'Orbieu faisant face au village.  Classé MH (1923, 1932, 1958)[48],[42].
- Chapelle Saint-Barthélémy de l'abbaye Sainte-Marie de Lagrasse.
- Le Pont-Vieux[49] attesté dès 1303[50] puis remanié aux XVIIe et XIXe siècles : ses piles étaient surmontées de deux tours abattues en 1618 car elles menaçaient la stabilité de l'ouvrage[50].
- L'église Saint-Michel[51],[52] de style gothique. L'édifice a été classé au titre des monuments historiques en 1925[53]. Plusieurs objets sont référencés dans la base Palissy[53].
- Les ruines du prieuré Saint-Michel de Nahuze sur les flancs de la montagne d'Alaric.
- Le prieuré de Mirailles.
- La chapelle Notre-Dame du Carla.
- La halle du XIVe siècle.
- Le Monument aux morts
- Plusieurs plafonds peints médiévaux ont été mis au jour dans des maisons anciennes[54].
- Camping municipal dominant le village.

Le patrimoine architectural de la commune comprend dix immeubles protégés au titre des monuments historiques : la maison presbytérale, classée en 1954 et inscrite en 1954, l'abbaye Sainte-Marie d'Orbieu, classée en 1923, l'église Saint-Michel, classée en 1925, la  Maison Sibra, classée en 1930, la Halle, classée en 1937, la tour de Plaisance, inscrite en 1930, la maison Maynard, inscrite en 1931, la maison Castel, inscrite en 1948, la maison des sœurs de Nevers, inscrite en 1948, la maison Lautier, inscrite en 1948, la porte de l'Eau, inscrite en 1948, le Pont de l'Abbaye, classé en 1907, le Pont du Sou, inscrit en 1948, le prieuré de Mirailles, inscrit en 1948, et le prieuré Saint-Michel de Nahuze, inscrit en 1948.

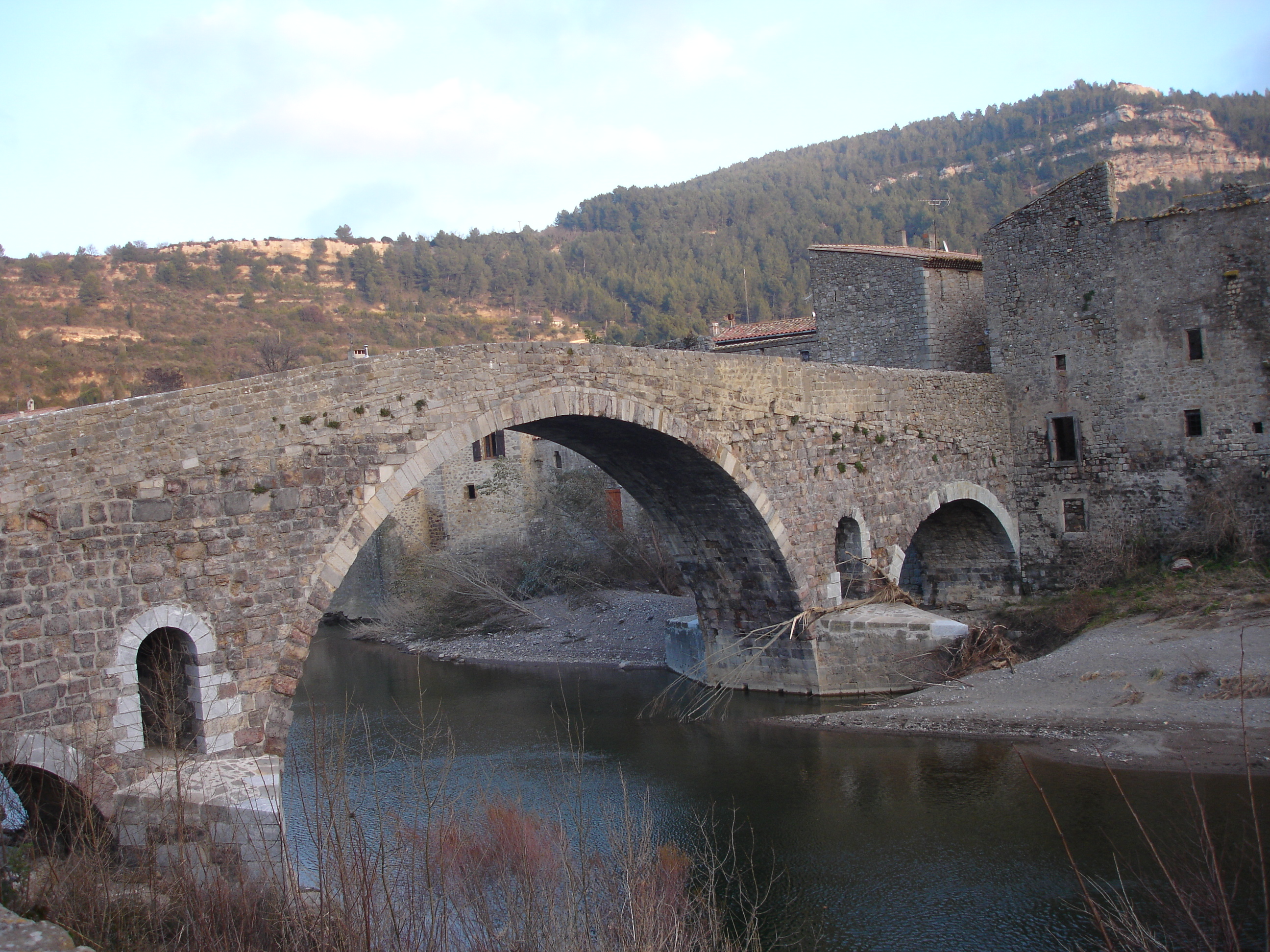
Le Pont-Vieux.
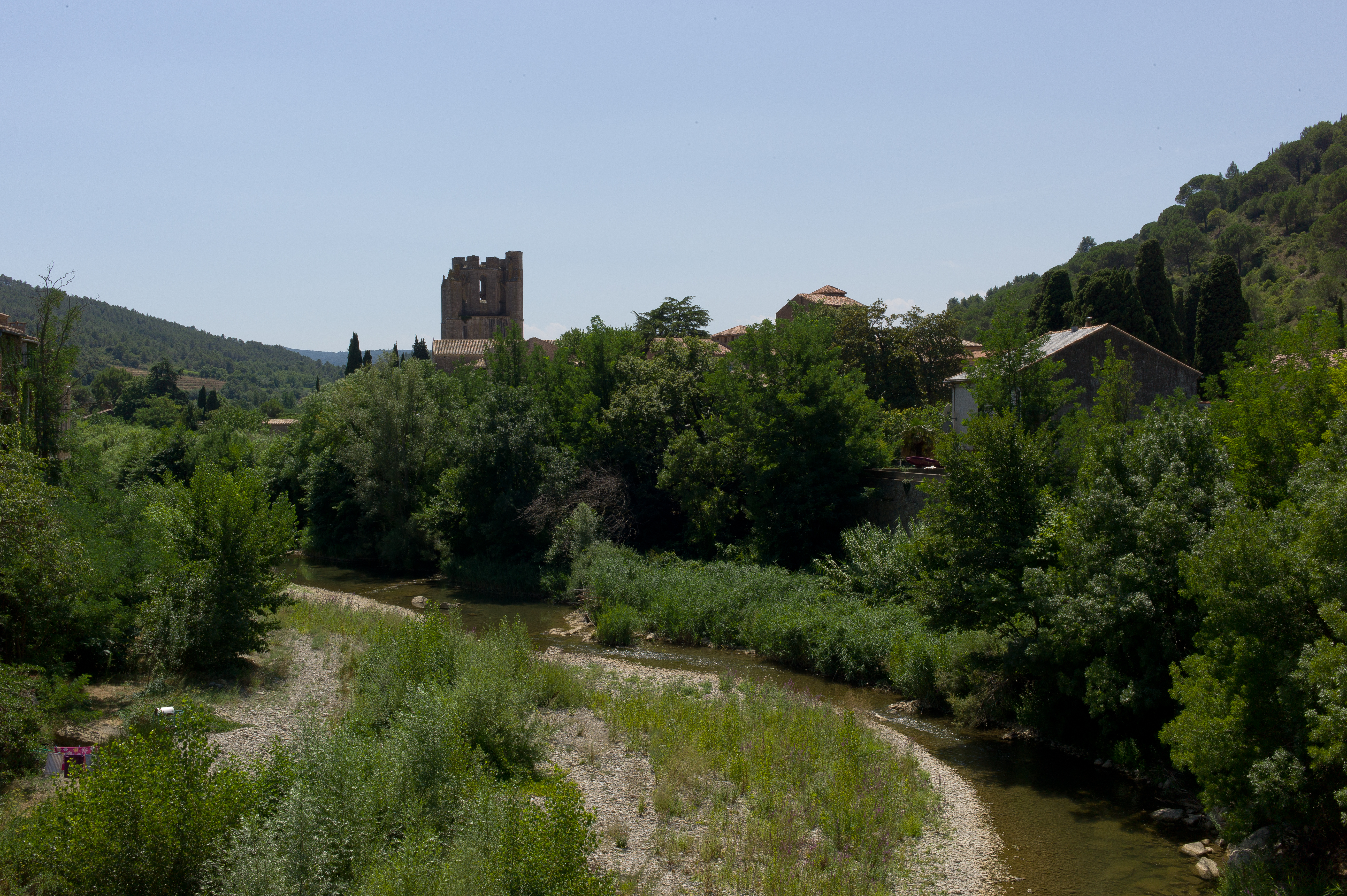
La tour de l'abbaye et la rivière l'Orbieu.
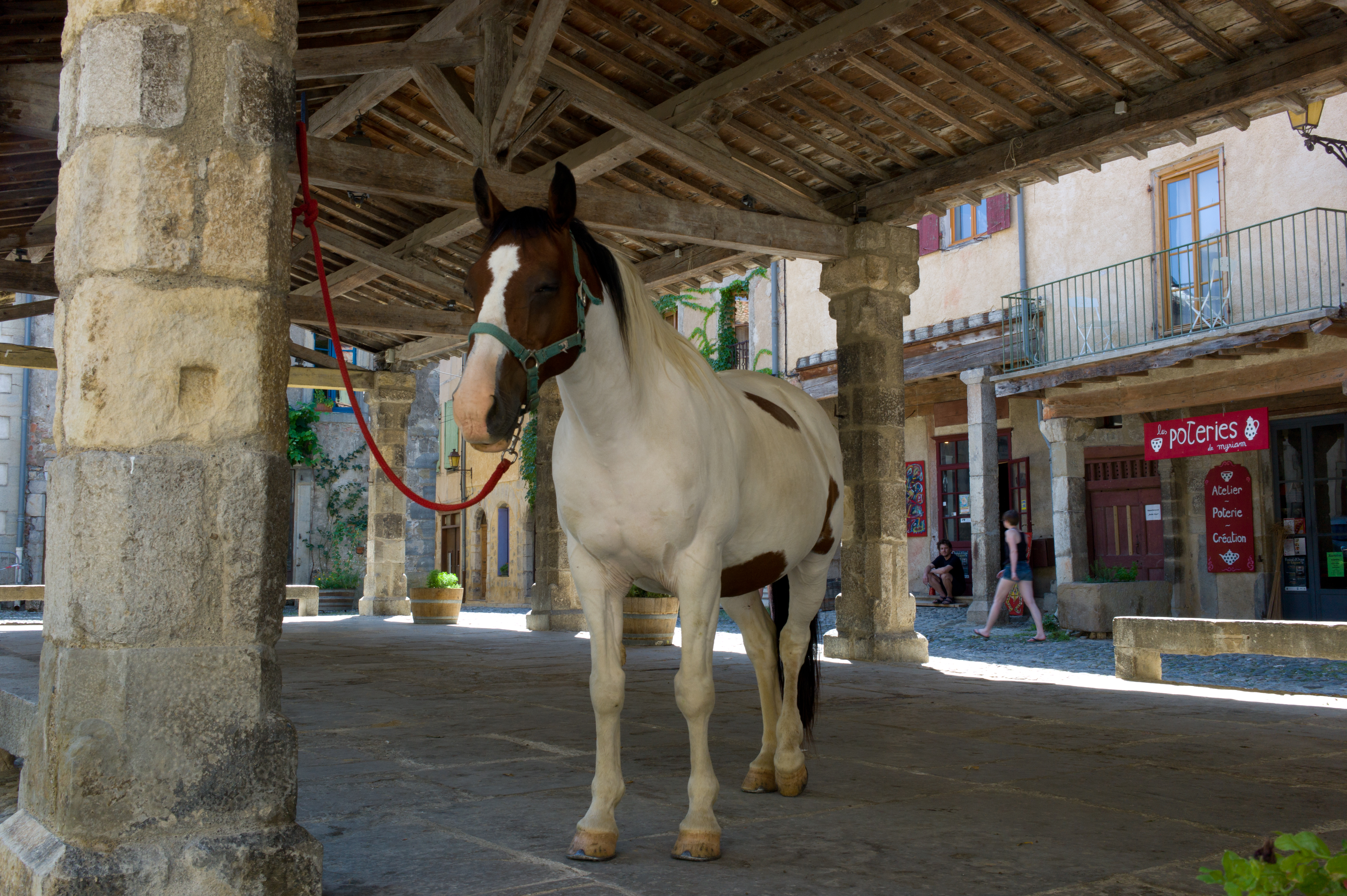
Halle (XIVe siècle).
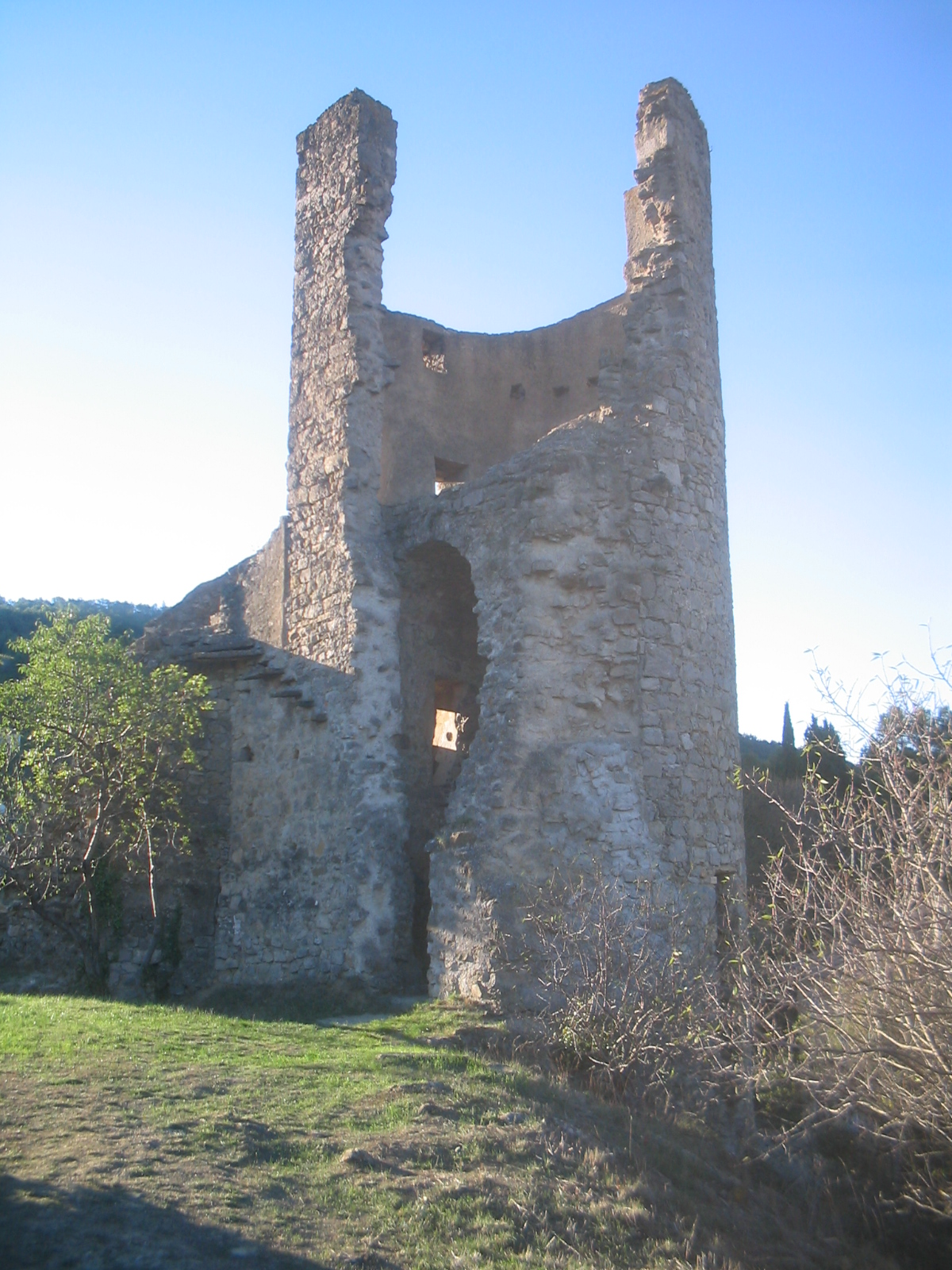
Tour de rempart.
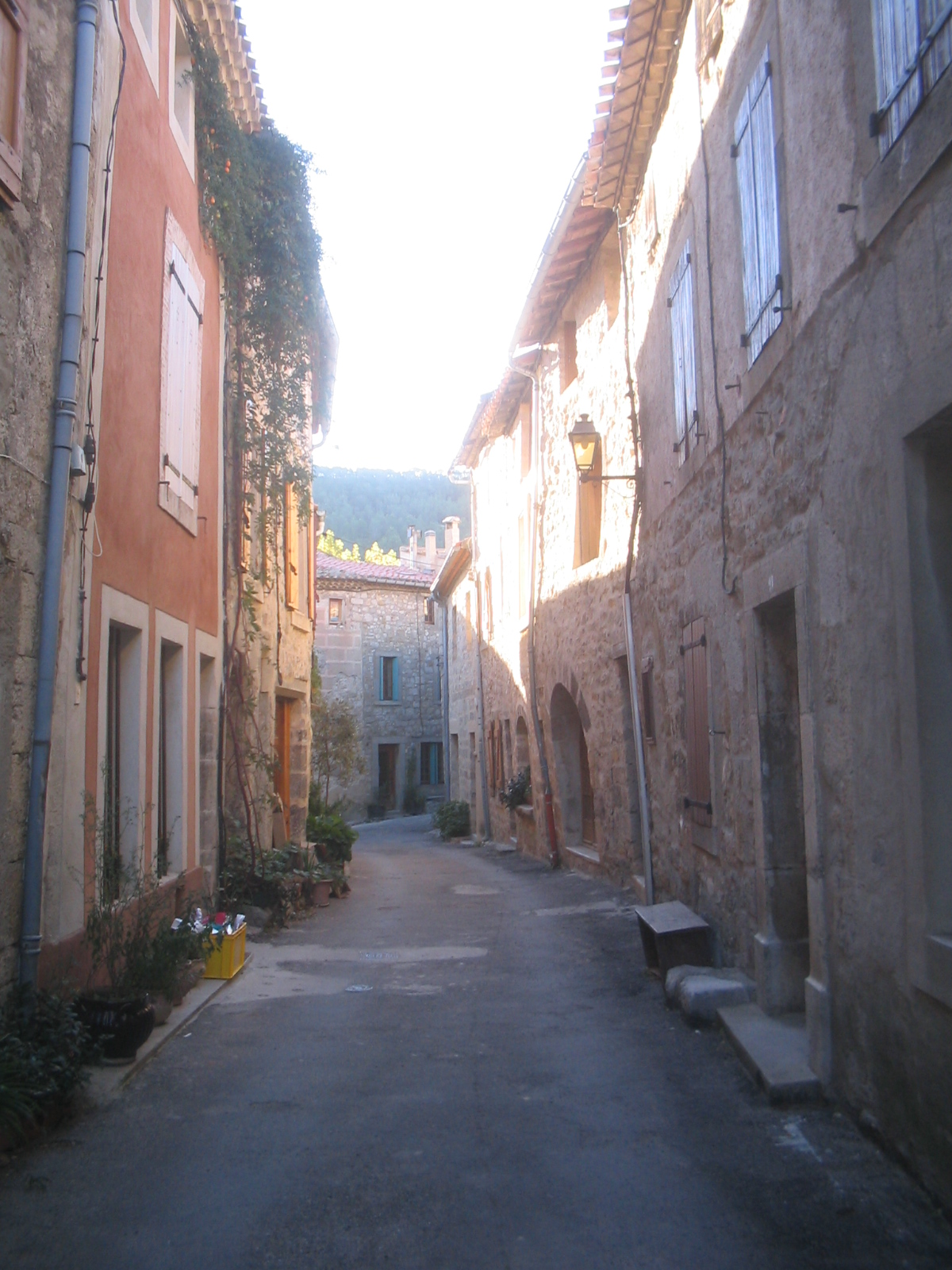
Rue.
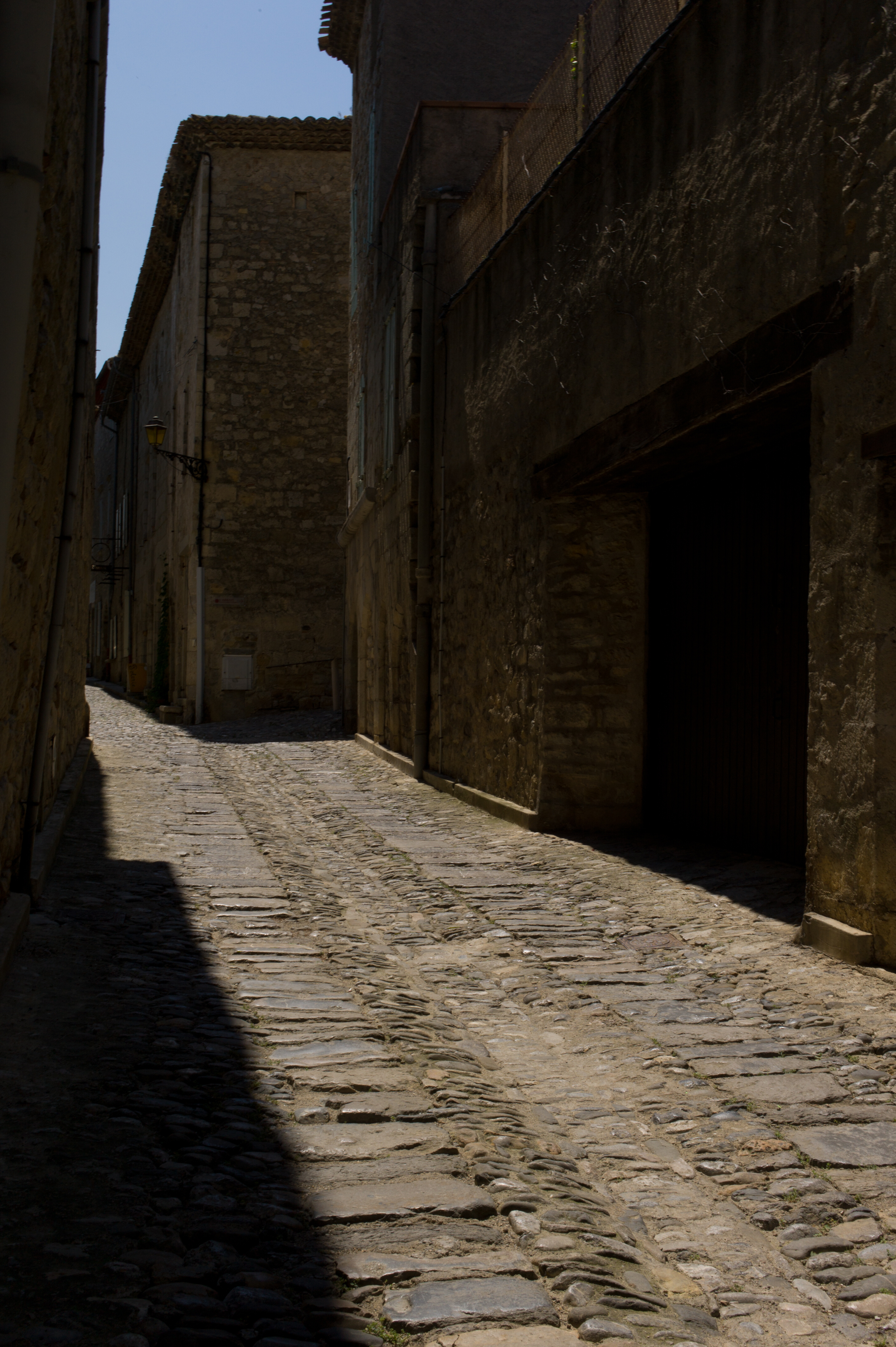
Rue étroite.

### Personnalités liées à la commune
- Henry Maury (1763-1813), général des armées de la République et de l'Empire, né à Lagrasse ;
- Jean-Louis Olivier Mossel (1770-1848), général d'artillerie des armées de la République et de l'Empire, né à Lagrasse et décédé à Valence (Drôme) ;
- Albert Cambriels (1816-1891), général de corps d'armée né à Lagrasse;
- Antoine-Hippolyte Cros (1833-1903), roi d'Araucanie et de Patagonie sous le nom d'Antoine II, né à Lagrasse ;
- Bernard Bénézet (1835-1897), peintre et historien de l'art, natif de Lagrasse ;
- Roger Grillon (1881-1938), peintre et illustrateur, qui a vécu les dernières années de sa vie à Lagrasse où il a peint de nombreux tableaux ;
- Paul-Henri Vergnes (1905-1974), ténor né à Lagrasse ;
- Lucien et Agnès Bertrand, nés et morts à Lagrasse, boulangers, Juste parmi les Nations ;
- Jacques de Stadieu (1914-2010), capitaine pilote au groupe de bombardement Lorraine, Compagnon de la Libération ;
- Cérès Franco et sa fondation d'art contemporain (peinture et sculpture), qui présente des œuvres de Chaïbia, Stani Nitkowski, Guallino, Aïni, Jacques Grinberg, Jean-Marie Martin…

### Héraldique
| Lagrasse | Son blasonnement est : D'azur, au pont d'une arche chargé de trois tours, celle du milieu plus haute, en pointe une rivière, le tout d'argent. |